# Calle de Válgame Dios

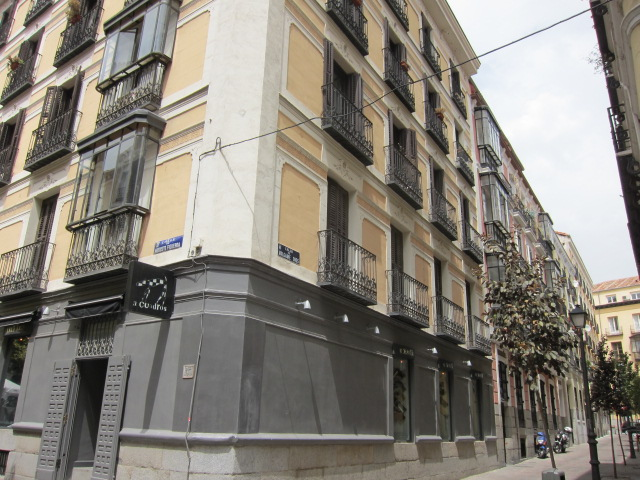
Inicio de la calle Válgame Dios, desde la esquina con Augusto Figueroa (en 2011)

La calle de Válgame Dios es una breve vía de Madrid (en el barrio de Justicia del distrito Centro) entre las calles de Augusto Figueroa y la de Gravina, en el barrio de Chueca. Anteriormente llevó el antiguo nombre de Santa Bárbara la Vieja hasta que en 1835 se la bautizó con el expresivo y legendario título de Válgame Dios.

## Historia
Mencionada por Mesonero Romanos y Pedro de Répide, entre otros ilustres cronistas de la Villa de Madrid, esta calle aparece aunque sin nombre alguno en el plano de Texeira (1656), y rotulada como calle de Santa Bárbara la Vieja en el de Espinosa. Fue cerrada al tráfico en 1745 por decisión del duque de Frías y el conde de Peñaranda, aunque pocos años después volvió a «abrirse al tránsito público».
Entre sus ilustres vecinos hay que mencionar a Leonardo Torres Quevedo –como se avisa en una placa de mármol colocada por el Ayuntamiento de Madrid en 1965–, y al pintor Eduardo Rosales, ambos vivieron y murieron en la casa del número 3 de esta calle.

### Una calle con mucho cuento
El curioso nombre de esta calle parte de la narración de un supuesto suceso: dos individuos llamaron una noche a las puertas del convento de San Francisco solicitando el viático para un moribundo. Avisado el prior por el hermano portero se decidió que, por ser hora tan desangelada, acudiera, además de un fraile, un robusto hermano lego; y ante la insistencia de los visitantes de que no sería necesaria tanta compañía, el lego tomó la precaución de esconder entre los hábitos una espada del ajuar de los caballeros sepultados en la iglesia del monasterio. Después de mucho caminar, más allá del calvario y del paraje llamado ‘olivar de Cristo’ vecino al de los ‘caños de Alcalá’, cayó sobre los frailes una cuadrilla de hombres embozados. Quedó entretenido el lego en la pelea con el grueso de asaltantes, mientras el más viejo era raptado y conducido a prisa al fondo de un barranco, y allí se vio el religioso en la obligación de dar su última confesión a una mujer con un recién nacido, a los que pensaban matar concluido el sacramento. Hizo el fraile lo que le pedían, confesó a la mujer y bautizó a su hijo, y en ese momento, cuando los asesinos iban a culminar su delito y la desespera mujer gritaba «¡válgame Dios!», apareció el lego repartiendo mandobles y escapó de nuevo, pero ahora llevándose a mujer y su bebé, con el fraile portero cubriendo la retaguardia. De regreso en el convento se dio aviso del hecho a la Santa Hermandad que, al día siguiente, y por el conjunto de heridos que encontraron en el barranco, dieron por cierta la aventura nocturna.

### La calle en la literatura
La primera novela de Benito Pérez Galdós titulada La Fontana de Oro desarrolla parte de su argumento en esta calle, donde se ubica la casa en la que viven dos de los personajes, Don Elías, alias "Coletilla" y la niña Clara.
Referencia a esa calle en la página 457 del premio planeta 2021 La Bestia de "Carmen Mola": "....La lleva hasta un lugar oscuro donde nadie puede verlos, en el recóndito callejón de Válgame Dios".